# ニーランド・スタジアム
ニーランド・スタジアム（Neyland Stadium ）は、アメリカ合衆国のテネシー州ノックスビルにあるスタジアム。NCAAカレッジフットボールでサウスイースタン・カンファレンスに所属するテネシー・ボランティアーズ（テネシー大学）の本拠地スタジアムである。
アメリカンフットボール・スタジアムとしては米国内で3番目に大きい。ここよりも大きいスタジアムはミシガン・スタジアム（ミシガン州アナーバー、107,501人収容）とビーバー・スタジアム（ペンシルベニア州ステートカレッジ、107,282人収容）の2つだけである。さらにオハイオ・スタジアム（オハイオ州コロンバス、101,568人収容）を加えた4スタジアムだけが、100,000人以上を収容できるアメリカンフットボール・スタジアムである。

## 歴史
スタジアムは1921年3月に完成した。完成当時の収容人数は3,200人だった。スタジアム名は、建設に出資した大学理事W. S. シールズと彼の妻アリス・ワトキンス＝シールズの名を冠し、シールズ＝ワトキンス・フィールド（Shields-Watkins Field ）となった。
1926年に東スタンドを3,600席増設すると、3年後の1929年には西スタンドを11,060席増設して収容人数が10,000人を突破した。その後も1,500 - 15,000席規模の拡張工事が繰り返され、1962年には収容人数が50,000人を超えた。またこの年、元ヘッドコーチ（1926年 - 1952年）のロバート・ニーランドが死去したため、スタジアム名を彼の名から「ニーランド・スタジアム」へ改称した。
その後も拡張工事はたびたび行われ、1996年には収容人数が100,000人を突破、同時に全米一の巨大スタジアムとなった。しかし2年後にミシガン・スタジアムが席を増設したため、ニーランド・スタジアムは全米一ではなくなった。現在は104,079人収容で全米3位である。観客動員のスタジアム記録は2004年9月18日のフロリダ・ゲイターズ（フロリダ大学）戦で、109,061人が観戦に訪れた。
2001年春にスポーティング・ニュースが行ったアンケートの結果、ニーランド・スタジアムは「カレッジフットボール・スタジアム全米一」に選出された。